# Halmhattkravallerna
Halmhattkravallerna (engelska: Straw Hat Riots) var en serie oroligheter i New York år 1922 och följande år. Upploppen började med mindre bråk mellan ungdomar och män i halmhatt men ökade successivt till regelrätta kravaller. 
Halmhatt var en vanlig huvudbeklädnad för män på fritiden under 1800-talet men användes inte städerna. I början av 1900-talet började dock affärsfolk i större städer att bära halmhatt av typen boater på sommaren. På vintern använde man en Homburghatt och bytet av hatt skedde den 15 september, som fortfarande firas som National Felt Hat Day (filthattdagen).

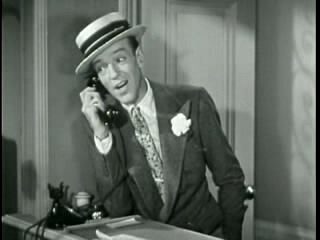
Fred Astaire i halmhatt av typen boater.

Tidningarna skrev om traditionen  och varnade folk för att bära fel hatt den 15 september. Det var vanligt att ungdomar retades med dem som hade missat att byta hatt eller slog av dem hatten, men det var inte tillåtet att förstöra en halmhatt om inte man var nära kollegor som på  New York-börsen där börsmäklarna förstörde varandras hattar. Det hade dock tidigare förekommit bråk i Pittsburgh om halmhattar där polisen tvingades ingripa.
Kravallerna började den 13 september när ungdomar attackerade en grupp fabriksarbetare med halmhatt på  Mulberry Street på Manhattan och slog av dem hattarna och förstörde dem genom att trampa på dem. De fortsatte med samma beteende mot några hamnarbetare, som dock försvarade sig. Slagsmålen ledde till att trafiken på Manhattan Bridge stoppades. Polisen ingrep och flera personer arresterades. Senare på kvällen tog oroligheterna fart på nytt då ungdomar med långa käppar, ibland med en krok i ändan, drog runt på gatorna och letade efter män i halmhatt. De som inte tog av hatten fick stryk och flera tvingades uppsöka sjukhus.
Det finns uppgifter om grupper på mer än 1 000 ungdomar som förstörde halmhattar längs Tenth Avenue och även attackerade polisen. Några av dem som anhölls dömdes till korta fängelsestraff men de flesta fick  böter. 
Seden att förstöra halmhattar under september månad fortsatte ett par år till, men avtog successivt. Dock dödades en man i halmhatt år 1924 och året efter arresterades flera personer i New York i samband med upplopp om halmhattar. När halmhatten gick ur modet i början av 1930-talet upphörde trakasserierna.